# جائزة ألمانيا الكبرى 1958
جائزة ألمانيا الكبرى 1958 هو سباق فورمولا 1 أقيم بتاريخ 3 أغسطس 1958 في حلبة نوربورغرينغ، ألمانيا الغربية. كان الثامن من أصل 11 في بطولة العالم لسباقات الفورمولا واحد موسم 1958. حلّ البريطاني توني بروكس أولا بينما جاء البريطاني روي سالفادوري في المركز الثاني وحصل على المركز الثالث الفرنسي موريس ترنتينيان.